# 无缨橐吾
无缨橐吾（学名：Ligularia biceps）为菊科橐吾属的植物，是中国的特有植物。分布于中国大陆的辽宁等地，目前尚未由人工引种栽培。